# Râul Timișeni
Râul Timișeni sau Râul Temișani este un curs de apă, afluent al râului Jiu. 